# Gymnocybe
Gymnocybe là một chi rêu trong họ Aulacomniaceae.